# والتر سميث كوكس
والتر سميث كوكس (بالإنجليزية: Walter Smith Cox)‏ هو قاضي ومحامي أمريكي، ولد في 25 أكتوبر 1826 في واشنطن العاصمة في الولايات المتحدة، وتوفي في 25 يونيو 1902.